# رابط سیار برق

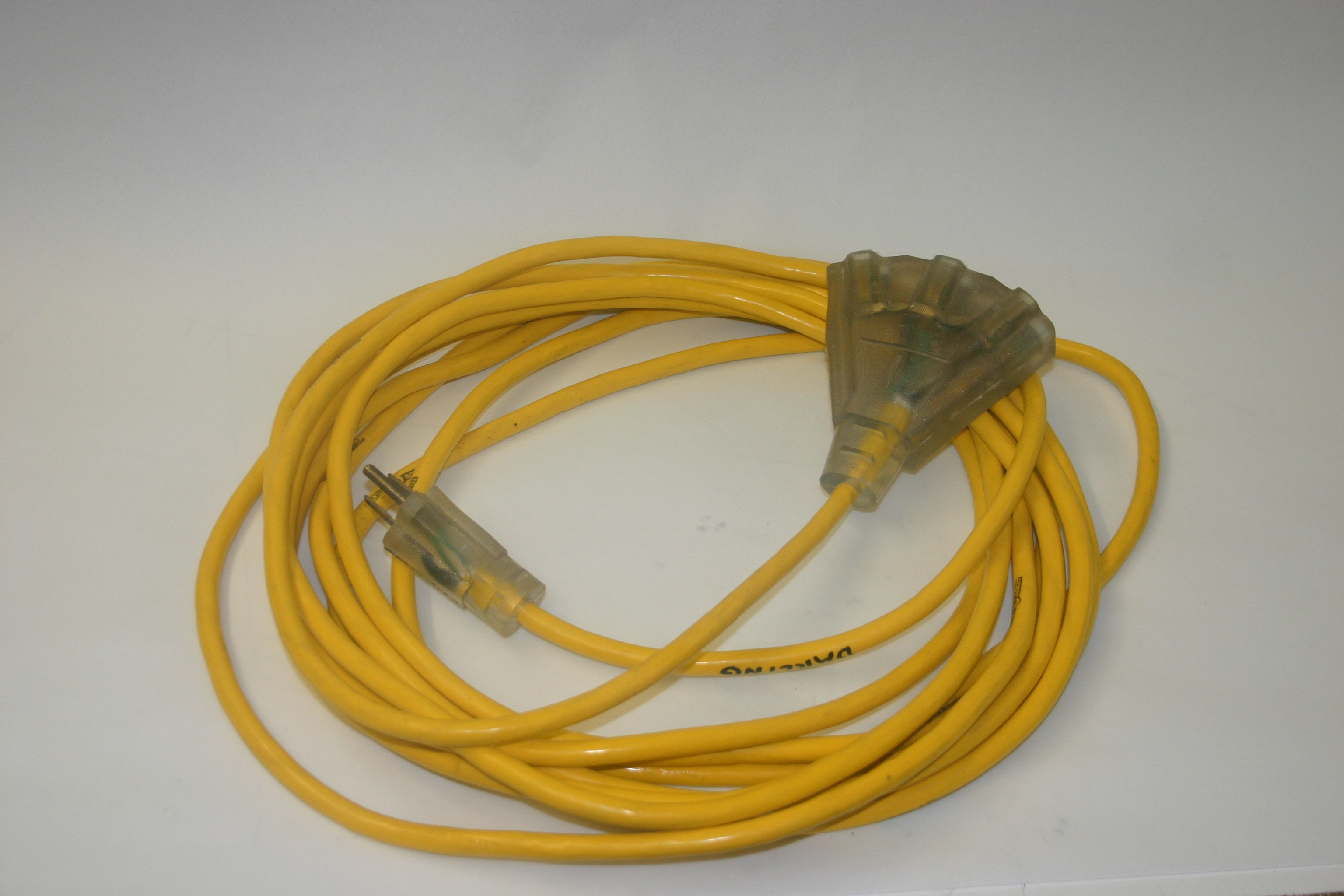

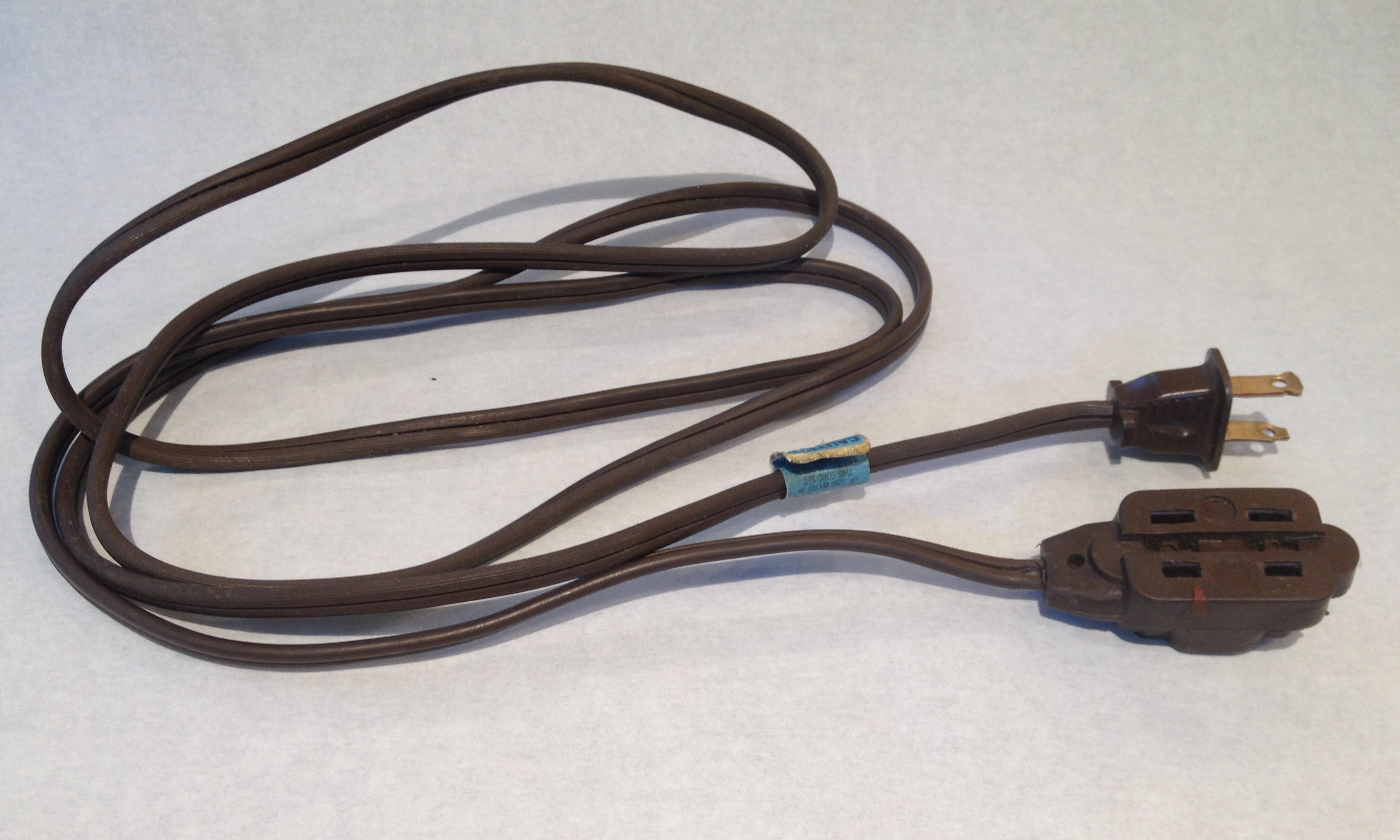

چند راهی برق یا سه راهی برق یا رابط سیار برق (انگلیسی: Extension cord) سیمی است که در ورود به آن دوشاخه وصل شده و در انتهای آن یک یا چند پریز وجود دارد. از این وسیله زمانی استفاده می‌شود که در مکانی پریز وجود نداشته باشد یا نیاز به پریزهای بیشتری باشد. که می تواند بدون سیم هم باشید.
-آشنایی با انواع سیم سیار:
برق، به عضو جدایی‌ناپذیر زندگی مدرن امروز تبدیل شده است. هر کاری که داشته باشید و هر جایی که بروید، به نحوی با کار برقی و الکتریکی سر و کار خواهید داشت. در این میان یکی از ابزاری که کار برق‌رسانی را به شدت تسهیل می‌کند، کابل‌ها هستند. استفاده از سیم و کابل، می‌تواند باعث شود تا فرآیند انتقال انرژی الکتریسیته از محل تولید به محل مصرف، به طرز قابل توجهی راحت‌تر از سایر روش‌ها انجام گیرد. برای همین است که کیفیت آن‌ها، روی فرآیند انتقال برق هم تاثیر زیادی خواهد داشت. سیم‌ها و کابل‌ها با توجه به طیف گسترده‌ای از استفاده که دارند، می‌توانند انواع مختلفی داشته باشند. هر کدام از این انواع برای کاربردی خاص و پاسخ به یک نیاز منحصر به فرد تولید شده است.